# ルシア・フレスコ
ルシア・フレスコ（Lucía Fresco、1991年5月14日 - ）は、アルゼンチンの女子バレーボール選手。アルゼンチン代表。

## 来歴

### クラブチーム
2008年、Boca Juniorsに入団。2010/11シーズンの国内リーグで優勝を果たし、自身もリーグMVPとベストスコアラー賞を受賞した。2011/12シーズンよりドイツブンデスリーガのSCポツダムでプレーし3年間在籍した。2014/15シーズンはイタリアセリエA1のRobur Tiboni Urbino Volleyでプレーした。2016/17シーズンはギリシャリーグのAON Pannaxiakosでプレーした。2017/18シーズンはハンガリーのBékéscsabai Röplabda SEでプレーした。2018/19シーズンは再びBoca Juniorsへ移籍し、国内リーグで優勝を果たした。2019/20シーズンは韓国リーグの興国生命ピンクスパイダーズでプレーした。2022/23シーズンはベルギー1部リーグのE.S Charleroi Volleyと契約した。

### 代表チーム
2009年、アルゼンチン代表に初選出される。2011年のワールドカップではチーム最多得点をマークした。2014年の世界選手権、2015年のワールドカップに出場した。2016年、リオデジャネイロ五輪に出場した。

## 人物
- 同性愛者であることを公表しており、アルゼンチンのスポーツ分野における差別に反対する活動「#JugáConOrgulloキャンペーン」に参加した[1]。

## 球歴
- オリンピック - 2016年
- 世界選手権 - 2014年、2018年
- ワールドカップ - 2011年、2015年、2019年
- 南米選手権 - 2011年、2013年
- ワールドグランプリ - 2011年、2012年、2013年、2014年、2016年、2017年

## 所属クラブ
- Boca Juniors（2008-2011年）
- SC ポツダム（2011-2014年）
- Robur Tiboni Volley Urbino（2014-2015年）
- Volley Soverato（2015-2016年）
- Pannaxiakos V.C.（2016-2017年）
- Békéscsabai RSE（2017-2018年）
- Boca Juniors（2018-2019年）
- 興国生命ピンクスパイダーズ（2019-2021年）
- Boca Juniors（2021-2022年）
- E.S Charleroi Volley（2022-）